# Kliper

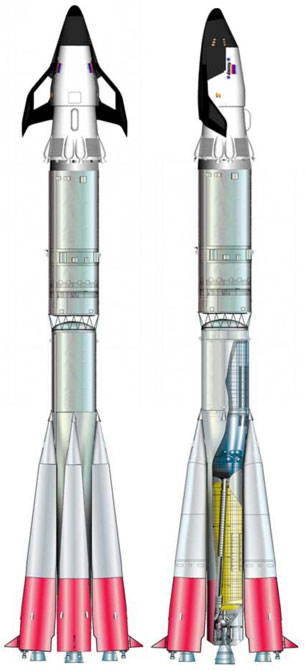
Configurazione di lancio del Kliper su un Soyouz3

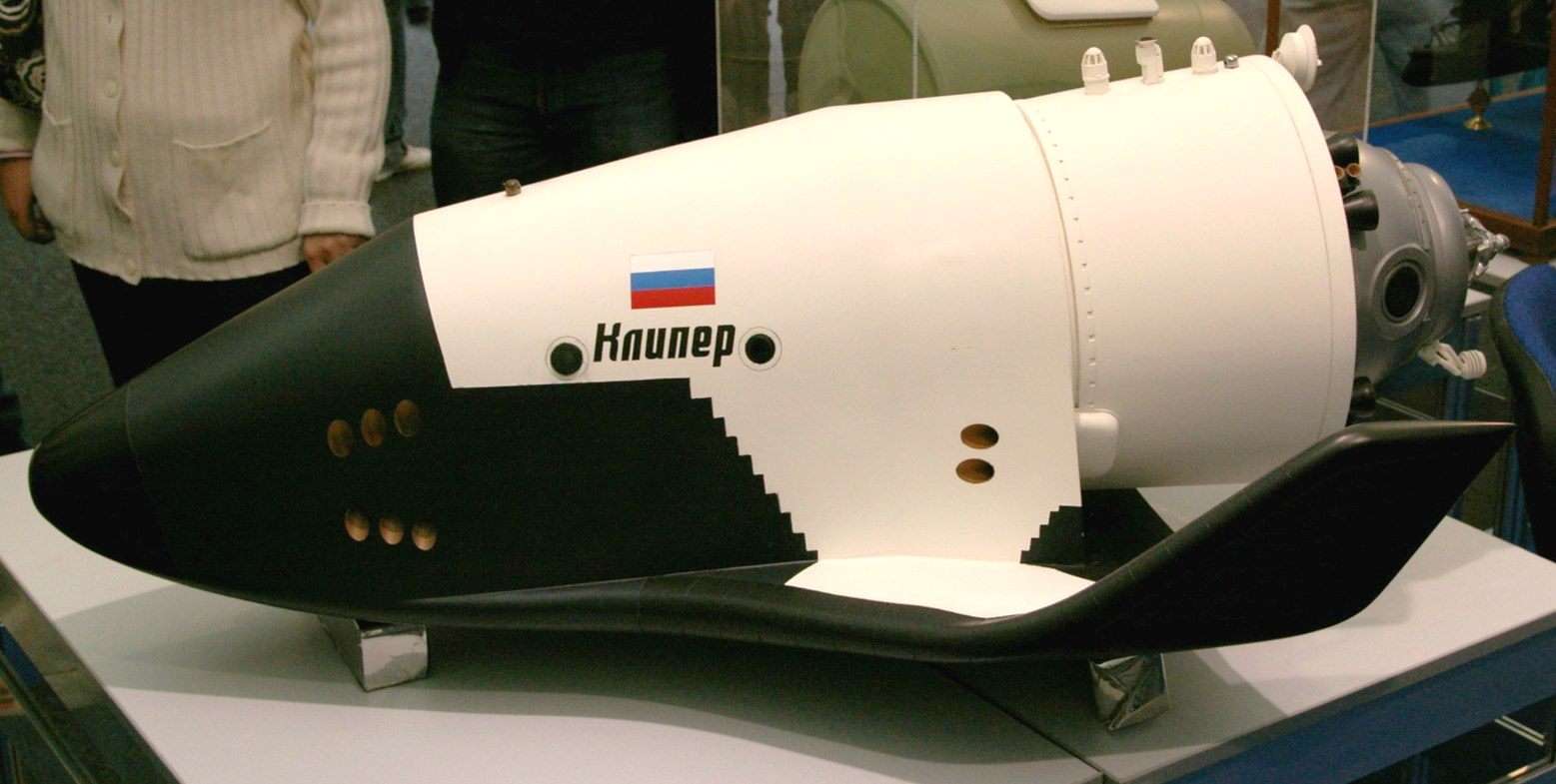
Modello in scala del Kliper

Il Kliper era un progetto di veicolo spaziale da trasporto parzialmente riutilizzabile in grado di trasportare 6 astronauti e 500 kg di materiale e che, nei progetti della compagnia RKK Ėnergija avrebbe dovuto sostituire la Sojuz.
Per mancanza di fondi, il mancato supporto del governo russo e la mancata intesa con l'Agenzia Spaziale Europea nella suddivisione dei costi di sviluppo, il progetto del Kliper non è mai entrato nella fase di realizzazione, lasciando la Sojuz l'unico collegamento tra la Terra e la ISS tra il 2011, dopo il pensionamento degli Space Shuttle, e il 2020, quando divenne operativa la capsula Crew Dragon di SpaceX.

## Il progetto
Progettato dall'Agenzia Spaziale Russa, questo veicolo, a causa della mancanza di fondi della RKK Ėnergija, è diventato internazionale e vennero coinvolte nella sua costruzione l'ESA (che avrebbe contribuito con materiali avanzati, avionica e sistemi di pilotaggio) e la JAXA (che avrebbe fornito l'elettronica di bordo).
Questo veicolo era figlio della ricerca spaziale che, durante il periodo della guerra fredda, aveva dato il via al Programma Buran, e grazie alle conoscenze delle tre agenzie spaziali avrebbe permesso una contrazione dei costi di progettazione.
Inizialmente il Kliper avrebbe dovuto essere un lifting-body "puro" cioè un veicolo, privo di ali, che la generazione di portanza tramite la forma della fusoliera, ma presto sono state aggiunte delle superfici alari che, in un primo momento, sarebbero rimaste aperte per tutta la durata del volo, mentre l'ultima modifica ne prevedeva l'apertura solo durante le fasi finali dell'avvicinamento.
Il paracadute a fungo, secondo le ultime modifiche, sarebbe stato utilizzato solo in caso di emergenza, mentre l'atterraggio era previsto avvenisse, come per lo Space Shuttle o il Buran, su pista con il carrello di atterraggio.

Queste modifiche, fatte con la chiara intenzione di favorire il turismo spaziale che all'epoca rappresenta una notevole fonte di guadagno per la RKK Ėnergija,  fecero passare il carico trasportabile da 700 kg (esclusi gli astronauti) a 500 kg, mentre il numero di persone trasportabili rimase fisso a 6.

## Caratteristiche
Come già detto il Kliper aveva molte caratteristiche in comune con la navetta Buran, ma per molti aspetti era simile anche alla Sojuz, infatti al Kliper avrebbe dovuto essere collegato un modulo di servizio che, così come nella Sojuz, serviva ad agganciare la navetta agli altri veicoli e alla stazione spaziale internazionale ISS, questo modulo sarebbe poi stato sganciato prima di effettuare il rientro in atmosfera affinché si distruggesse.
Un'altra somiglianza alla Sojuz era il modo in cui viene lanciato il veicolo, infatti sarebbe stato messo alla sommità del razzo e non al dorso del missile come avviene per lo Space Shuttle.

## Profilo di lancio
Fino alla chiusura del progetto il razzo vettore più accreditato per un lancio orbitale era il Sojuz.
Le fasi cruciali del lancio sarebbero state le seguenti:
- Al momento della partenza si sarebbero accesi i 4 booster, considerati come primo stadio, ed il razzo centrale, composto, oltre che dal motore principale, da 4 razzi Vernier utilizzati per il controllo dell'assetto durante la fase di lancio.
- Dopo circa 2 minuti dall'accensione, ad una quota di 45 km, i 4 booster si sarebbero sganciati mentre il razzo centrale avrebbe continuato a funzionare fino alla quota di 170 km, raggiunta dopo 5 minuti dal momento dell'accensione.
- A questo punto, tramite l'accensione del terzo stadio, sarebbe avvenuta la separazione dal secondo stadio.
- Dopo circa 9 minuti dal momento della partenza, il terzo stadio avrebbe raggiunto la quota di circa 200 km.
- L'equipaggio, dopo aver sganciato l'anello di salvataggio, avrebbe effettuato le manovre per portare il Kliper all'orbita operativa.

## Ultime modifiche e cancellazione
Per alcuni tipi di missione era in fase di valutazione l'utilizzo di un secondo modulo, denominato Parom, che avrebbe aumentato lo spazio abitabile del Kliper, permettendo così di aumentare la durata della missione quel tanto che basta per raggiungere la Luna e forse anche Marte; questo modulo, una volta finita la sua missione, potrebbe rimanere in orbita ed essere riutilizzato una seconda volta.
Il progetto Kliper aveva già subito un notevole ritardo a causa dei cambiamenti descritti; la data del primo lancio, che in un primo momento era previsto tra il 2010 e il 2011, è passata al 2012 mentre la piena operatività avrebbe dovuto essere raggiunta solo nel 2015.
Il 19 luglio 2006, l'agenzia spaziale russa Roskosmos annunciò il rinvio dello sviluppo del nuovo veicolo spaziale con equipaggio fino alla fase successiva della modernizzazione del sistema di trasporto con equipaggio della nazione, questo perché le ultime modifiche al progetto avevano introdotto la necessità di un'evoluzione anche del razzo vettore, per la quale non c'erano fondi disponibili. Nel frattempo, l'agenzia ha accettato proposte alternative di RKK Ėnergija per condurre un radicale aggiornamento della navicella spaziale Soyuz. Ad oggi il progetto seppur dichiarato solo sospeso, non ha fatto alcun progresso e l'eventuale futuro veicolo spaziale russo trarrà beneficio dagli avanzamenti allo Soyuz piuttosto che dal Kliper.
A seguito del fallimento degli accordi per lo sviluppo del Kliper, Russia ed Europa decisero di sviluppare un progetto alternativo, un po' meno rischioso, di una capsula di rientro, il Crew Space Transportation System (CSTS). A seguito dell'abbandono anche di quest'ultimo progetto da parte della Russia, che decise di proseguire in proprio lo sviluppo della Capsula Orel, poi Federacija, nel'ambito del progetto Prospective Piloted Transport System (PPTS), l'Europa si concentrò sul proseguimento del progetto CSTS che quindi divenne l'Advanced Crew Transportation System (ACTS), poi confluito nello sviluppo del modulo di servizio della navicella Orion, destinata al Programma Artemis.

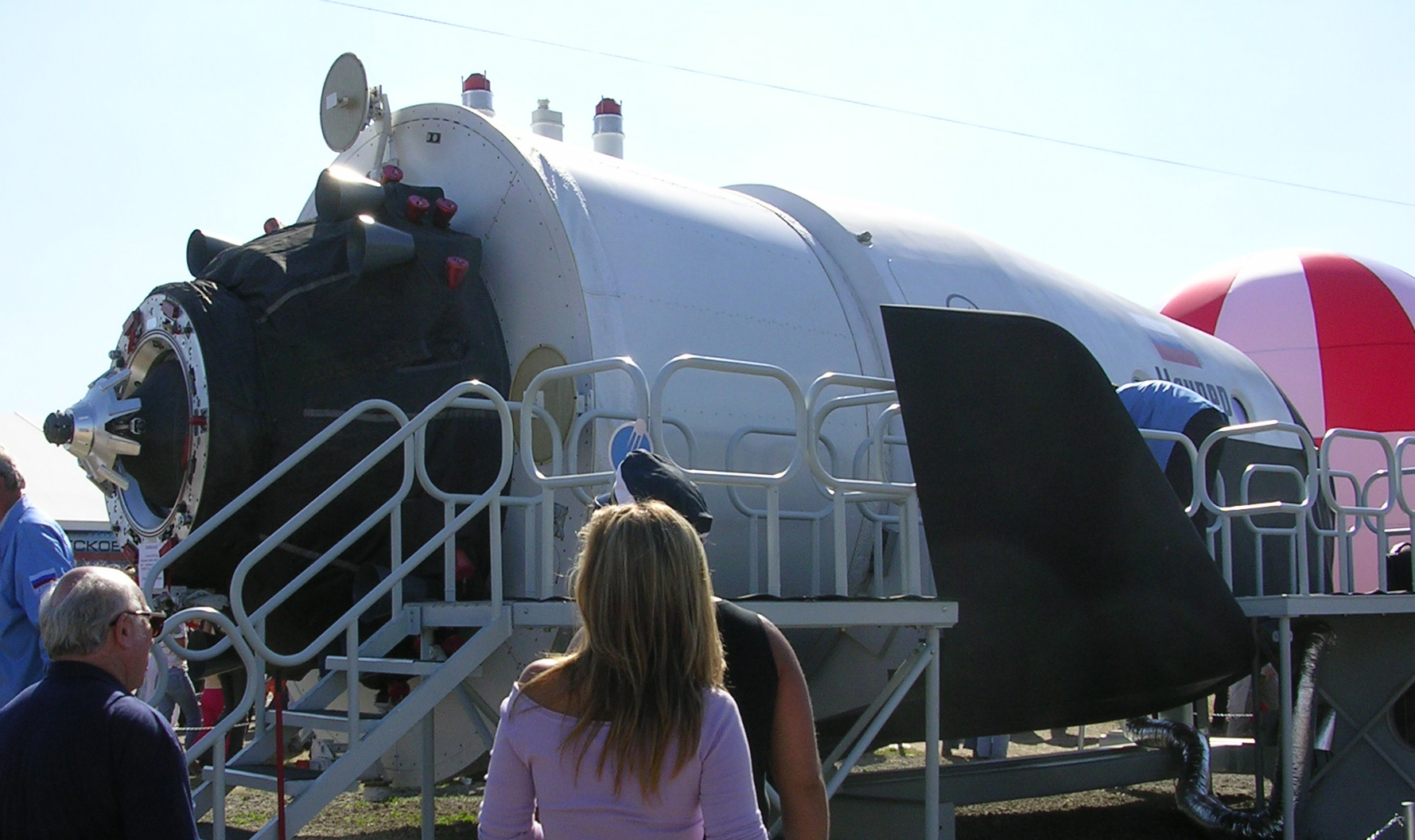
Modello 1:1 della navicella spaziale riutilizzabile "Kliper" al MAKS-2005